# Pierre Sage
Pierre Sage (Lons-le-Saunier, Francia, 5 de mayo de 1979) es un entrenador de fútbol francés. Actualmente dirige al RC Lens de la Ligue 1.

## Trayectoria
A lo largo de su carrera, Sage ocupó diversos puestos directivos en el mundo del fútbol.En julio de 2001, fue director deportivo del CS Belleysan (club con sede en Belley). Durante la temporada 2002-03, fue reclutador en Châteauroux y luego director deportivo del Oyonnax durante la temporada 2003-04.
De 2007 a 2012, ejerció como director deportivo del Bourg-en-Bresse 01, donde reestructuró el club y abrió categorías juveniles mientras el primer equipo llegaba a la Ligue 2.
En 2013, ocupó brevemente el puesto de entrenador en el Chambéry SF antes de fichar por el FC Annecy, donde fue asistente de Hélder Esteves durante la temporada 2015-16.Luego pasará por el CS Sedan y el US Annecy-le-Vieux antes de unirse a Karim Mokeddem, a quien asiste en el banquillo del Lyon - La Duchère durante la temporada 2018-19, donde el club logra los mejores resultados de su historia.
Luego, Sage fue reclutado por el Olympique de Lyon para entrenar a las categorías juveniles del 2019 a 2022. Su primera experiencia en el club francés terminó cuando fichó por el Estrella Roja en enero de 2023 para desempeñarse como asistente técnico de Habib Beye.En julio de 2023 regresó al Lyon para desempeñarse como director de su academia juvenil.
El 30 de noviembre de 2023, fue nombrado entrenador interino del Olympique de Lyon tras el despido de Fabio Grosso. Poco después, el 11 de enero de 2024, fue ratificado en su cargo hasta el final de la temporada. Los buenos resultados del equipo francés desde su llegada le permitieron escalar hasta las posiciones intermedias de la clasificación, alejándose del peligro del descenso. De hecho, no sólo no perdió la categoría, sino que fue subcampeón de la Copa de Francia e incluso acabó obteniendo la clasificación para la Liga Europa al finalizar la Ligue 1 en 6ª posición merced a una victoria en la última jornada. Todo ello propició la renovación de su contrato como técnico por dos temporadas más. Sin embargo, el 28 de enero de 2025, fue relevado de sus funciones por decisión de la directiva del club tras una racha negativa de resultados, incluyendo la eliminación en la Copa de Francia.
El 2 de junio de 2025, fue anunciado como entrenador del RC Lens para las 3 próximas temporadas.

## Clubes

### Como entrenador
| Club              | País    | Año           |
| ----------------- | ------- | ------------- |
| Chambéry SF       | Francia | 2013          |
| Olympique de Lyon | Francia | 2023-2025     |
| RC Lens           | Francia | 2025-presente |

## Estadísticas como entrenador
| Equipo                    | Div.                | Temporada           | Liga  | Liga | Liga | Liga | Liga |       | Copa | Copa | Copa | Copa  |   | Internacional | Internacional | Internacional | Internacional | Internacional |   | Otros | Otros | Otros | Otros |    | Totales     | Totales | Totales | Totales | Totales | Totales | Totales | Totales |
| Equipo                    | Div.                | Temporada           | Part. | G    | E    | P    | Pos. | Part. | G    | E    | P    | Part. | G | E             | P             | Pos.          | Part.         | G             | E | P     | Part. | G     | E     | P  | Rendimiento | GF      | GC      | Dif.    |         |         |         |         |
| ------------------------- | ------------------- | ------------------- | ----- | ---- | ---- | ---- | ---- | ----- | ---- | ---- | ---- | ----- | - | ------------- | ------------- | ------------- | ------------- | ------------- | - | ----- | ----- | ----- | ----- | -- | ----------- | ------- | ------- | ------- | ------- | ------- | ------- | ------- |
| Olympique de Lyon Francia | 1.ª                 | 2023-24             | 22    | 15   | 1    | 6    | 6.º  | 6     | 4    | 1    | 1    | -     | - | -             | -             | -             | -             | -             | - | -     | 28    | 19    | 2     | 7  | 70.24%      | 51      | 38      | +13     |         |         |         |         |
| Olympique de Lyon Francia | 1.ª                 | 2024-25             | 19    | 8    | 6    | 5    | Inc. | 2     | 1    | 1    | 0    | 7     | 4 | 2             | 1             | Inc.          | -             | -             | - | -     | 28    | 13    | 9     | 6  | 57.14%      | 49      | 33      | +16     |         |         |         |         |
| Olympique de Lyon Francia | Total               | Total               | 41    | 23   | 7    | 11   | -    | 8     | 5    | 2    | 1    | 7     | 4 | 2             | 1             | -             | -             | -             | - | -     | 56    | 32    | 11    | 13 | 63.69%      | 100     | 71      | +29     |         |         |         |         |
| RC Lens Francia           | 1.ª                 | 2025-26             | 1     | 0    | 0    | 1    | -    | 0     | 0    | 0    | 0    | -     | - | -             | -             | -             | -             | -             | - | -     | 1     | 0     | 0     | 1  | 0%          | 0       | 1       | -1      |         |         |         |         |
| RC Lens Francia           | Total               | Total               | 1     | 0    | 0    | 1    | -    | 0     | 0    | 0    | 0    | -     | - | -             | -             | -             | -             | -             | - | -     | 1     | 0     | 0     | 1  | 0%          | 0       | 1       | -1      |         |         |         |         |
| Total en su carrera       | Total en su carrera | Total en su carrera | 42    | 23   | 7    | 12   | -    | 8     | 5    | 2    | 1    | 7     | 4 | 2             | 1             | -             | -             | -             | - | -     | 57    | 32    | 11    | 14 | 62.57%      | 100     | 72      | +28     |         |         |         |         |
| 1. 2.                     |                     |                     |       |      |      |      |      |       |      |      |      |       |   |               |               |               |               |               |   |       |       |       |       |    |             |         |         |         |         |         |         |         |

#### Resumen por competiciones
| Competición            | Partidos | Ganados | Empatados | Perdidos | %      | Resultado      |
| ---------------------- | -------- | ------- | --------- | -------- | ------ | -------------- |
| Ligue 1                | 42       | 23      | 7         | 12       | 60.32% | 6.º lugar      |
| Copa de Francia        | 8        | 5       | 2         | 1        | 70.83% | Subcampeón     |
| Liga Europa de la UEFA | 7        | 4       | 2         | 1        | 66.66% | Fase de grupos |
| TOTAL                  | 57       | 32      | 11        | 14       | 62.57% | Sin Títulos    |